# Jonathan Augustinsson
Hans Oskar Jonathan Augustinsson (* 30. März 1996 in Stockholm) ist ein schwedischer Fußballspieler.

## Karriere

### Verein
Augustinsson begann als Kind bei der IF Brommapojkarna mit dem Fußballspielen. Dort rückte er 2015 in die erste Mannschaft auf. Sein erstes Spiel im Seniorenbereich bestritt er am 19. April 2015 in der Superettan beim 1:1 gegen den AFC Eskilstuna.
Zur Spielzeit 2016 unterschrieb Augustinsson bei Djurgårdens IF einen Vierjahresvertrag, den er im März 2018 bis zum Ende der Spielzeit 2021 verlängerte.
Verletzungsbedingt konnte er im ersten Jahr kein einziges Spiel bestreiten. Seinen ersten Pflichtspieleinsatz hatte er am 27. Februar 2017 im Spiel um den schwedischen Pokal beim 1:1 gegen seinen früheren Klub Brommapojkarna. Mit Djurgårdens gewann er 2018 den Pokal und in der Spielzeit 2019 die schwedische Meisterschaft.
Im Dezember 2020 verpflichtete ihn der norwegische Klub Rosenborg Trondheim für vier Jahre.

### Nationalmannschaft
Im Jahr 2015 absolvierte Augustinsson ein Spiel für die schwedische U19-Nationalmannschaft.
Sein bislang einziges Länderspiel für die A-Nationalmannschaft bestritt er am 8. Januar 2019 bei der 0:1-Niederlage im Freundschaftsspiel gegen Finnland.

## Erfolge
- Schwedischer Meister: 2019
- Schwedischer Pokalsieger: 2018

## Privates
Jonathan ist der jüngere Bruder von Ludwig Augustinsson.